# Caroline Reynolds
Caroline Reynolds es un personaje de ficción de la serie Prison Break, interpretada por Patricia Wettig. Ella se introdujo en el segundo episodio de la serie como una mujer misteriosa (a menudo vista cocinando) de quien la cara no se muestra hasta el octavo episodio, dónde se revela que es la vicepresidenta de los Estados Unidos. Su hermano, Terrence Steadman, es el hombre por el quien Lincoln Burrows se declaró culpable de su muerte. Reynolds es el antagonista principal de la primera temporada.
Reynolds se asocia con una organización conocida como La Compañía con quien ella comparte una misma meta, asegurarse que Lincoln Burrows sea ejecutado por el "asesinato" de su hermano. Debido al compromiso de Patricia Wettig con otra serie de la televisión, “Brothers & Sisters”, su primera aparición en la segunda temporada fue en el decimonoveno episodio, "Sweet Caroline”, por la que Wettig fue acreditada como "Estrella Invitada ". A pesar de ausencia extendida hasta ese episodio, la serie continuó desarrollando alrededor de ella.

## Historia
Es desconocido cuando exactamente Caroline Reynolds entró en la política. Pero lo que se sabe es que estuvo en Illinois School Board hasta 1992. Ahí en ese momento ella se encuentra con Paul Kellerman, funcionario joven del ejército estadounidense que se había hecho un agente del Servicio Secreto, recientemente. Él se volvería fiel a ella, sirviéndola durante 15 años. Ella se haría una senadora y elegiría en el futuro ser vicepresidenta de los Estados Unidos. Su deseo era convertirse en presidenta, y lo logró a través de medios ilegales, poco después de su reelección como vicepresidenta, y habiendo conseguido el apoyo de una corporación corrupta y un grupo pequeño de agentes federales que serían fiel a su causa. Paul Kellerman es por lejos es el más fiel entre ellos. Como vicepresidenta, sus planes incluyeron las relaciones ilegales a través de la compañía de su hermano, Steadman que diseñó un fraude para que los fondos de la campaña le aseguraran su victoria en las próximas elecciones presidenciales. Ella formó una sociedad con “La Compañía”, vendiendo su alma a la organización. Cuando el papel de su hermano en el fraude fue revelado, sus agentes, Kellerman y su compañero Daniel Hale, falsificaron la muerte del hermano e inculparon a Lincoln Burrows por el crimen (Burrows fue elegido por La Compañía). Ella le aseguró a su hermano que una vez que Lincoln Burrows fuera ejecutado, las cosas empezarían a volver a la normalidad. Entretanto, Reynolds tenía a Steadman escondido en una cabaña en Montana.

## Primera temporada
Caroline Reynolds aparece en el segundo episodio de la primera temporada. Cuando Kellerman la llama a Montana informándole que Veronica Donovan, abogada y la exnovia de Burrows, empezaba a amenazar la conspiración. Reynolds le dijo a Kellerman y Hale que tenían que detenerla a toda costa. Ella les aclaró que cualquiera que pusiera en peligro su secreto tenía morir, después les pidió a los dos agentes que asesinaran a varias personas inocentes. Cuando Hale tuvo una crisis de conciencia y pensó en traicionarlos, Kellerman tuvo la obligación de matarlo. 
Aproximándose la fecha de la ejecución de Lincoln Burrows, Reynolds anunció su candidatura para presidenta de los Estados Unidos en su ciudad natal de Montgomery, Illinois. Su estrategia no sale según el plan y “La Compañía" amenaza con abandonarla, porque en ese momento el presidente piensa que ella es impropia para la vicepresidencia. Después de que el presidente fue envenenado, Reynolds asumió como el presidente 46 de los Estados Unidos. Fue revelado después que ella estaba detrás de la muerte del presidente. 
Su relación con el agente Paul Kellerman es peculiar porque él siente cierta atracción por ella. Kellerman continuamente la consuela y la tranquilizan sobre sus planes para la presidencia, diciéndole que tendrán éxito. Él también se dirige a ella llamándola por el primer nombre algo poco apropiado para un agente. Él se ha quedado firmemente a su lado desde el comienzo de su carrera política. Sin embargo, aunque él la quiere profundamente, ella no parece compartir la magnitud de sus sentimientos. En cambio ella ha abusado de ellos, haciendo de Kellerman su lacayo personal.

## Segunda temporada
La ausencia de su personaje en la mayor parte de la temporada se compensa presentando al agente William Kim del Servicio Secreto como un intermediario entre ella y Kellerman. La Compañía le prohibió explícitamente que avisara a Reynolds, y ella, al parecer, ninguna objeción a esto. Kellerman empezaría a notar que Reynolds lo traicionó. Ella nombraría en Illinois al gobernador Frank Tancredi como el nuevo vicepresidente, pero retiró la nominación a último minuto. En el episodio "The Message" se ve que Kim y La Compañía la han aislado eficazmente de la conspiración e incluso de la orden que se dio para matar a Paul Kellerman. 
Reynolds volvió finalmente en el decimonoveno episodio, "Sweet Caroline". Cuando ella visita Chicago, Michael se escabulle entre la gente y le da una nota que dice: "Nosotros tenemos la cinta", refiriéndose a la cinta en que Reynolds habla con Steadman dos semanas después de su supuesto asesinato. La cinta, además de implicar a Reynolds en la conspiración, sugiere fuertemente que Reynolds y Steadman eran amantes (cometían incesto). Reynolds interviene en la interrogación del agente Kim para hablar personalmente con Michael. Después de que Lincoln le hiciera escuchar la cinta a Reynolds por teléfono, Michael exige un perdón presidencial para él y su hermano. Reynolds está de acuerdo, pero antes de que esté a punto de anunciar el perdón, Kim la confronta y le recuerda que La Compañía puede exponer sus secretos también. Reynolds anuncia entonces que ella tiene un cáncer maligno que le obliga a resignar la presidencia. 
En el juicio de Sara Tancredi, Kellerman revela su papel en la conspiración ideada para inculpar a Lincoln Burrows. Se supone que ella fue arrestada, porque no se ha visto o se ha mencionado más a partir de la segunda temporada.

## Curiosidades
En su primera aparición en la serie en el episodio "Allen", la presidenta Reynolds se la muestra con sus nietos que están quedándose con ella al escondite de Terrence Steadman. Ella es, simplemente, acreditada como "Cortadora de Ajo" en el episodio, y los niños se acreditan como los nietos de la “Cortadora de Ajo." 
En la campaña que realizaba durante el episodio "Sweet Caroline", pueden verse carteles promoviendo el website de la campaña de Reynolds, Reynolds-Again.com. Este website, como Europeangoldfinch.net, existe en el mundo real y puede verse. En la página nos muestra que Reynolds parece ser tradicionalista conservadora, con las vistas en línea del Partido Republicano. La creencia que ella es Republicana se refuerza más cuando una transmisión de noticias habla sobre ella, y el lado Democrático. El website revela que Reynolds ha servido previamente como una Senadora americana y como un miembro de llinois School Board.
- Datos: Q608408